# Мар'янівська селищна територіальна громада
Мар'янівська селищна територіальна громада — територіальна громада в Україні, в Луцькому районі Волинської області. Адміністративний центр — селище Мар'янівка.

## Населені пункти
До складу громади увійшли селище (Мар'янівка) і 13 сіл: Борисковичі, Борочиче, Брани, Бужани, Галичани, Довгів, Новий Зборишів, Пильгани, Ржищів, Скригове, Хмельницьке, Цегів, Широке.

## Історія
Утворена в рамках адміністративно-територіальної реформи в Україні 11 липня 2018 року. До складу громади ввійшли Мар'янівська селищна рада та Бранівська, Бужанівська, Цегівська сільські ради Горохівського району.
Відповідно до постанови Верховної Ради України від 17 червня 2020 року «Про утворення та ліквідацію районів», громада увійшла до складу новоствореного Луцького району Волинської області.